# Грудень 2015
Грудень 2015 — дванадцятий місяць 2015 року, що розпочався у вівторок 1 грудня та закінчиться у четвер 31 грудня.

## Події
- 31 грудня
  - У ряді міст Німеччини сталися масові напади мігрантів, арабів та північноафриканців, на жінок.
- 26 грудня
  - У зв'язку із загрозою підтоплення після злив, викликаних Ель-Ніньйо, у Південній Америці відселено 150 000 чоловік, у Парагваї оголошено надзвичайний стан[1][2]
- 25 грудня
  - В Росії через тиск влади та «псевдопатріотів» покінчив життя самогубством 18-ти річний Владислав Колесников, який публічно підтримував Україну у її опорі російській агресії[3]
  - Через сильний смог над Китаєм скасовано сотні авіарейсів[4]
- 23 грудня
  - Диспетчерська «Прикарпаттяобленерго» зазнала першої підтвердженої кібератаки на енергетичну систему з виведенням її з ладу.
- 22 грудня
  - Ракета-носій Falcon 9 приватної американської компанії SpaceX вивела на орбіту 11 супутників зв'язку, після чого успішно повернулася на землю[5].
- 18 грудня
  - Європейська комісія підтвердила готовність України, Косово та Грузії до безвізового режиму з ЄС[6][7]
- 15 грудня
  - Космічний корабель «Союз ТМА-19М» із міжнародним екіпажем на борту успішно стартував із космодрому Байконур і після шестигодинного перельоту пристикувався до МКС[8]
- 13 грудня
  - Російське військове судно відкрило вогонь у бік турецького рибальського човна в Егейському морі[9]
- 12 грудня
  - Вперше в історії Саудівської Аравії жінки обирають та перемагають на муніципальних виборах[10]
  - 87 осіб убиті під час насильства в Бурунді, де хвилювання тривають з квітня[11]
  - На саміті в Парижі 195 країн світу схвалили найбільш амбітну угоду з протидії кліматичним змінам[12]
  - 28-ма щорічна церемонія вручення премії «Європейський кіноприз» за досягнення в європейському кінематографі.
- 11 грудня
  - Міжнародний космічний екіпаж повернувся на землю із МКС[13]
- 10 грудня
  - За внесок у вивченні рибосом лауреаткою Премії Лейбніца за 2016 рік стала Марина Родніна, директор Інституту біофізичної хімії Макса Планка[de], яка народилася в Києві, і в Києві ж захистила дисертацію[14][15]
- 7 грудня
  - Японський космічний зонд Акатсукі вийшов на орбіту планети Венера, п'ять років після того як перша спроба була невдалою[16].
  - У Пекіні вперше в історії рівень забруднення повітря смогом досяг найбільших позначок. В зв'язку з цим на три дні в місті припинять роботу школи та вводиться додаткове обмеження трафіку[17].
  - До України для зустрічі з владою прибув віце-президент США Джозеф Байден.[18]
- 3 грудня
  - На міжнародному саміті з питань редагування генів людини прийнято рішення про дозвіл використання методів генної інженерії, таких як CRISPR/Cas9, лише в дослідницьких цілях та на тих статевих клітинах чи ранніх ембріонах людини, які не будуть використані для набуття вагітності[19].
  - ЄКА запустило ракету-носій Vega з українським двигуном РД-843, яка вивела на навколоземну орбіту зонд LISA Pathfinder, потрібний для проекту LISA для виявлення гравітаційних хвиль[20]
  - Вулкан Етна почав одне з найбільших вивержень за останні 20 років. Викиди попелу заважають польотам літаків у аеропортах Катанії (Сицилія) та Реджо-Калабрії[21]
- 2 грудня
  - У Сан-Бернардіно (США) внаслідок теракту загинуло 14 чоловік і поранено 21[22]
  - Верховний суд Гаваїв анулював дозвіл на побудову тридцятиметрового телескопу (TMT) на г. Мауна-Кеа[23]